# Art italià

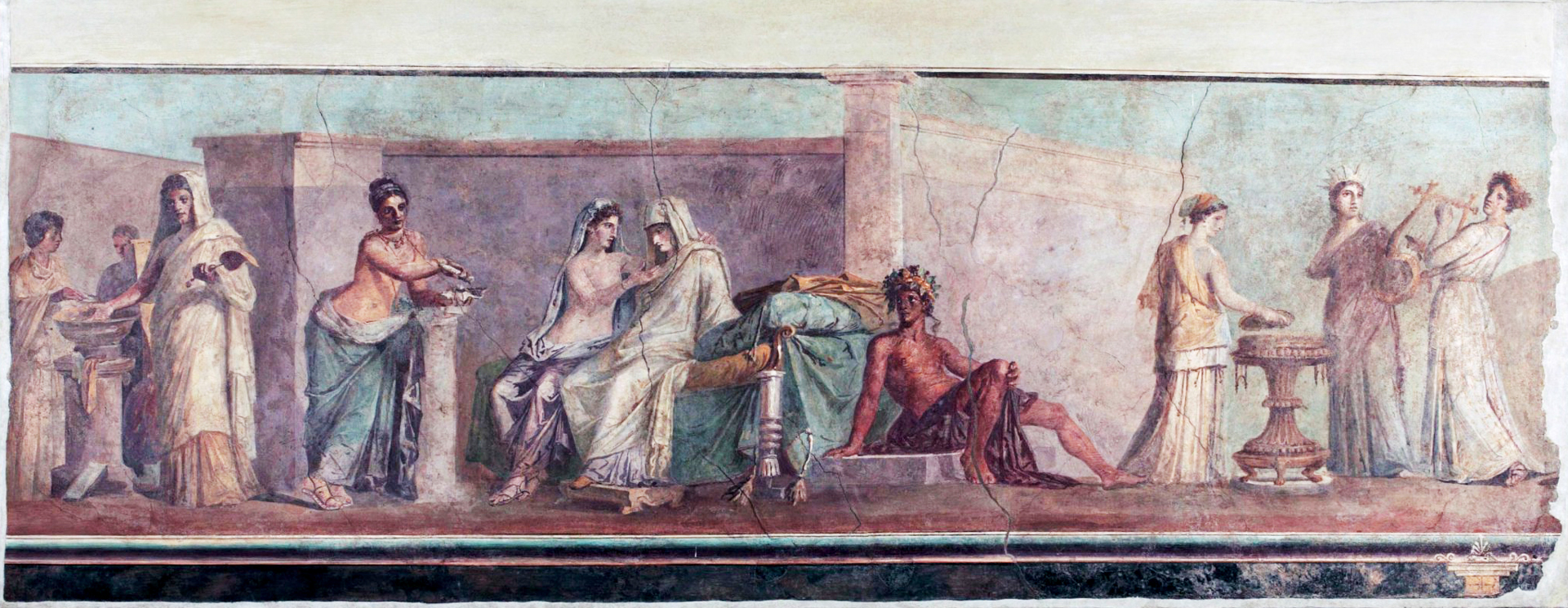
Noces aldobrandines

A Itàlia l'enfrontament i convivència amb l'antiguitat clàssica, considerada com a patrimoni nacional, proporcionà una àmplia base per una evolució estilística homogènia i de validesa general. És això que fa possible l'ascens de l'art renaixentista i precedeix totes les altres nacions. A Florència el desenvolupament d'una rica burgesia contribuirà al desplegament de les forces del Renaixement, la ciutat es converteix en punt de partida del nou estil, i sorgeixen, sota la protecció dels Mèdici, les primeres obres que des d'aquí s'estendran a la resta d'Itàlia.
Fora d'Itàlia, l'antiguitat clàssica suposarà un cabal acadèmic assimilable i el desenvolupament del Renaixement dependrà constantment dels impulsos marcats per Itàlia. Artistes importats des d'Itàlia o formats allà fan el paper d'autèntics transmissors.

## Disciplines
- Arquitectura
- Cinematografia
- Escultura
- Historieta o còmic
- Pintura